# Офросимов, Яков Никандрович
Я́ков Ника́ндрович Офро́симов (1862—1946) — русский общественный деятель и политик, член Государственного совета по выборам.

## Биография
Происходил из потомственных дворян Псковской губернии Офросимовых. 
Окончил 2-ю Московскую гимназию и юридический факультет Московского университета со степенью кандидата прав.
По окончании университета поселился в родовом имении Опочецкого уезда, где занялся сельским хозяйством и общественной деятельностью. Избирался гласным Опочецкого уездного и Псковского губернского земских собраний (с 1889), а также почётным мировым судьёй по Опочецкому уезду (с 1886). В 1889 году был назначен земским начальником 5-го участка Опочецкого уезда.
В 1901 году был назначен люцинским уездным предводителем дворянства, затем переведён на ту же должность в Себежский уезд, где он поселился в доставшемся ему по наследству имении. Кроме владений в Витебской губернии (1011 десятин) Был землевладельцем Опочецкого уезда Псковской губернии (2267 десятин). В дальнейшем занимался общественной деятельностью в Витебской губернии: под его руководством в Люцинском и Себежском уездах был введен институт земских начальников, а после введения земских учреждений он избирался гласным Себежского уездного и Витебского губернского земств, а также почётным мировым судьёй Себежского уезда. Дослужился до чина действительного статского советника (1910).
Во время революционных событий 1905 года сумел сохранить порядок в уезде. Состоял выборщиком от курии землевладельцев в I Государственную думу, а также в III и IV Думы. Стал одним из организаторов движения за права русского населения Западного края на представительство в общественных учреждениях и парламенте. Движение привело к депутации девяти губерний Западного края, принятой Николаем II в мае 1909 года, а осенью того же года Западно-русский съезд выдвинул вопрос о введении земских учреждений в западно-русских губерниях. Состоял председателем Витебского губернского русского предвыборного комитета, членом Всероссийского национального союза, а также членом Славянского благотворительного общества и Русско-Галицкого общества.
В 1910 году был выбран в члены Государственного совета от съезда землевладельцев Витебской губернии (стал первым и единственным русским помещиком, избранным от землевладельцев Западного края; от других губерний края прошли помещики-поляки). Примкнул к группе правых. Поддерживал законопроект Столыпина о введении земских учреждений в западных губерниях и создании национальных курий. Участвовал в комиссии по рассмотрению законопроекта о застройке, который был крайне важен для небогатого русского населения Западного края, строившегося на чужой земле. Первоначально законопроект был отвергнут, но при окончательном рассмотрении — принят с большинством в один голос. В 1912 году был избран в финансовую и по волостному земству комиссии. В следующем году был переизбран на трехлетие в Государственный совет от Витебского губернского земского собрания.
После Октябрьской революции находился в эмиграции в Югославии. Был председателем Монархического объединения в Сараево. Затем переехал во Францию, жил в Аньере. В 1926 году был делегатом Российского Зарубежного съезда в Париже от Русского комитета в Югославии. Состоял председателем Витебского губернского объединения Союза русских дворян в Париже и членом Союза ревнителей памяти императора Николая II (1937). Последние годы был пансионером Русского дома Сент-Женевьев-де-Буа.
Скончался 29 ноября 1946 года. Похоронен на кладбище Сент-Женевьев-де-Буа.

## Награды
- Орден Святой Анны 2-й степени (1902)
- Орден Святого Владимира 3-й степени (1914)
- Орден Святой Анны 1-й степени (1914)
- Медаль «В память царствования императора Александра III»
- Медаль «За труды по первой всеобщей переписи населения» (1897)
- Медаль «В память 300-летия царствования дома Романовых» (1913)

## Семья
Был женат. Его дочь, Светлана (1903—1981) в замужестве Рышкова-Чекунова, художница, иконописец.